# 大塘镇 (玉林市)
大塘镇，是中华人民共和国广西壮族自治区玉林市玉州区下辖的一个乡镇级行政单位。

## 行政区划
大塘镇下辖以下地区：
大塘村、苏烟村、大双村、三和村和阳山村。